# 35 Biggest Hits
35 Biggest Hits è un album di raccolta del cantante di musica country Toby Keith, pubblicato nel 2008.

## Tracce

### Disco 1
1. Should've Been a Cowboy – 3:30 (Toby Keith)
2. He Ain't Worth Missing – 3:08 (Keith)
3. A Little Less Talk and a Lot More Action – 2:49 (Keith Hinton, Alan Stewart)
4. Wish I Didn't Know Now – 3:26 (Keith)
5. Who's That Man – 3:32 (Keith)
6. Upstairs Downtown – 4:26 (Keith, Carl Goff Jr.)
7. You Ain't Much Fun – 2:27 (Keith, Goff Jr.)
8. Big Ol' Truck – 3:42 (Keith)
9. Does That Blue Moon Ever Shine on You – 3:50 (Keith)
10. A Woman's Touch – 5:35 (Keith, Wayne Perry)
11. Me Too – 3:52 (Keith, Chuck Cannon)
12. We Were in Love – 4:19 (Cannon, Allen Shamblin)
13. I'm So Happy I Can't Stop Crying (duetto con Sting) – 4:01 (Sting)
14. Dream Walkin' – 3:56 (Keith, Cannon)
15. Getcha Some – 3:16 (Keith, Cannon)
16. How Do You Like Me Now?! – 3:26 (Keith, Cannon)
17. Country Comes to Town – 3:38 (Keith)
18. You Shouldn't Kiss Me Like This – 3:40 (Keith)

### Disco 2
1. I'm Just Talkin' About Tonight – 2:46 (Keith, Scotty Emerick)
2. I Wanna Talk About Me – 3:04 (Bobby Braddock)
3. My List – 3:21 (Rand Bishop, Tim James)
4. Courtesy of the Red, White, & Blue (The Angry American) – 3:16 (Keith)
5. Who's Your Daddy? – 3:59 (Keith)
6. Beer for My Horses (duetto con Willie Nelson) – 3:32 (Keith, Emerick)
7. I Love This Bar – 5:35 (Keith, Emerick)
8. American Soldier – 4:23 (Keith, Cannon)
9. Whiskey Girl – 3:59 (Keith, Emerick)
10. Stays in Mexico – 3:36 (Keith)
11. Mockingbird (duetto con Krystal) – 3:32 (Inez Foxx, Charlie Foxx)
12. Honkytonk U – 3:35 (Keith)
13. As Good as I Once Was – 3:49 (Keith, Emerick)
14. Big Blue Note – 2:58 (Keith, Emerick)
15. Get Drunk and Be Somebody – 2:58 (Keith, Emerick)
16. A Little Too Late – 4:06 (Keith, Emerick, Dean Dillon)
17. She's a Hottie – 3:07 (Keith, Bobby Pinson)